# روفن نيماير
روفن نيماير (بالهولندية: Reuven Niemeijer)‏ (27 مارس 1995 بهينجيلو في هولندا - ) هو لاعب كرة قدم هولندي في مركز الوسط.

## روابط خارجية
- روفن نيماير على موقع قاعدة بيانات كرة القدم.إي يو (الإنجليزية)
- روفن نيماير على موقع Soccerway.com (الإنجليزية)
- روفن نيماير على موقع عالم كرة القدم.نت (الإنجليزية)